# ابو صیر بنا
ابو صیر بنا (به عربی: أبو صیر بنا) یک روستا و محوطه باستانی در مصر است که در استان غربیه واقع شده‌است.